# نيتروفورانتوين
نيتروفورانتوين (Nitrofurantoin) عقار من مضادات الجراثيم.

## الاستطباب
- إنتانات الجهاز البولي.
- الوقاية من إنتانات الجهاز البولي.

## مضادات الاستطباب
- القصور الكلوي.
- حديثو الولادة دون 3 أشهر.
- عوز أنزيم G6PD.
- البرفيرية.

## الآثار الجانبية
- قهم، غثيان، إقياء، إسهال.
- ردود أفعال رئوية حادة ومزمنة (قد يترافق مع المتلازمة الشبيهة بالذئبة الحمامية).
- اعتلال عصبي محيطي.
- نادراً: يرقان ركودي، التهاب كبد، التهاب الجلد التقشري، حمامي متعددة الأشكال، التهاب بنكرياس، ألم مفصلي، اضطرابات دموية (بما فيها ندرة المحببات، قلة الصفيحات، فقر دم لا تنسجي)، ارتفاع ضغط حميد داخل القحف، حصة عابرة.

## الجرعة
فموياً
- الإنتانات الحادة غير المختلطة:

-البالغون: 50 ملغ كل 6 ساعات مع الطعام لمدة 7 أيام.
-الأطفال فوق 3 أشهر: 3 ملغ/كغ/يوم مقسمة على 4 جرعات.
- الإنتانات الشديدة المزمنة الناكسة: 100 ملغ كل 6 ساعات مع الطعام لمدة 7 أيام (تنقص الجرعة أو توقف عند ظهور إقياء شديد).
- الوقاية من إنتانات الجهاز البولي:

-البالغون: 50-100 ملغ مساءً.
-الأطفال فوق 3 أشهر: 1 ملغ/كغ مساءً.

## تحذيرات
- المسنون.
- يجب مراقبة الوظيفة الرئوية لدى المرضى الخاضعين للمعالجة طويلة الأمد.
- وجود سيرة سابقة للاضطرابات الرئوية والكبدية والعصبية والتحسسية.
- المرضى المصابين بحالات (فقر الدم، الداء السكري، عدم التوازن الشاردي، الوهن، عوز فيتامين B) والتي قد تعرضهم لاعتلال عصبي.
- لا بد من سحب الدواء عند ظهور علامات تطور اعتلال عصبي محيطي.
- قد يتسبب الدواء بإعطاء نتائج إيجابية كاذبة عند تحري الغلوكوز في البول باستخدام طرق إرجاع النحاس.
- قد يسبب الدواء تلون بني في البول.